# Élections législatives de 1928 en Charente
Les élections législatives de 1928 ont eu lieu les 22 et 29 avril 1928.

## Élus
|   | Circonscription | Député élu      |  | Groupe parlementaire                      |
| - | --------------- | --------------- |  | ----------------------------------------- |
| 1 | Angoulême       | René Gounin     |  | Parti socialiste                          |
| 2 | Barbezieux      | Jean Hennessy   |  | Républicain socialiste                    |
| 3 | Cognac          | Georges Ménier  |  | Républicain radical et radical-socialiste |
| 4 | Confolens       | Édouard Pascaud |  | Républicain radical et radical-socialiste |
| 5 | Ruffec          | Louis Fays      |  | Républicain radical et radical-socialiste |

## Résultats à l'échelle du département
| Partis         | Partis                                           | Premier tour | Premier tour | Deuxième tour | Deuxième tour | Sièges |
| Partis         | Partis                                           | Voix         | %            | Voix          | %             | Sièges |
| -------------- | ------------------------------------------------ | ------------ | ------------ | ------------- | ------------- | ------ |
|                | Fédération républicaine                          | 26 343       | 32,39        | 23 338        | 35,35         | 0      |
|                | Parti républicain, radical et radical-socialiste | 14 945       | 18,38        | 16 466        | 24,94         | 2      |
|                | Radicaux indépendants                            | 11 219       | 13,80        | 7 957         | 12,05         | 1      |
|                | Parti républicain-socialiste                     | 9 162        | 11,27        |               |               | 1      |
|                | Section française de l'Internationale ouvrière   | 9 097        | 11,19        | 10 900        | 16,51         | 1      |
|                | Alliance démocratique                            | 5 703        | 7,01         | 6 637         | 10,05         | 0      |
|                | Parti communiste-SFIC                            | 3 569        | 4,39         | 723           | 1,10          | 0      |
|                | Parti socialiste communiste                      | 871          | 1,07         |               |               | 0      |
|                | Républicains de gauches                          | 414          | 0,51         | 0             |               |        |
|                |                                                  |              |              |               |               |        |
| Inscrits       | Inscrits                                         | 99 412       | 100,00       | 81 926        | 100,00        | 5      |
| Votants        | Votants                                          | 83 043       | 83,53        | 67 357        | 82,22         |        |
| Abstention     | Abstention                                       | 16 369       | 16,47        | 14 569        | 17,78         |        |
| Blancs et nuls | Blancs et nuls                                   | 1 720        | 2,07         | 1 336         | 1,98          |        |
| Exprimés       | Exprimés                                         | 81 323       | 97,93        | 66 021        | 98,02         |        |

## Résultats par circonscription

### Circonscription d'Angoulême
| Candidats      | Candidats      | Étiquette             | Premier tour | Premier tour | Deuxième tour | Deuxième tour |
| Candidats      | Candidats      | Étiquette             | Voix         | %            | Voix          | %             |
| -------------- | -------------- | --------------------- | ------------ | ------------ | ------------- | ------------- |
|                | Paul Condé     | FR                    | 6 492        | 33,15        | 8 345         | 42,67         |
|                | René Gounin    | SFIO                  | 5 920        | 30,23        | 10 900        | 55,73         |
|                | Guillon        | Radical indépendant   | 4 532        | 23,14        |               |               |
|                | Doucet         | PC-SFIC               | 1 622        | 8,28         | 313           | 1,60          |
|                | Jean Antoine   | PSC                   | 871          | 4,45         |               |               |
|                | Deschamps      | Républicain de gauche | 414          | 2,11         |               |               |
|                |                |                       |              |              |               |               |
| Inscrits       | Inscrits       | Inscrits              | 25 076       | 100,00       | 25 081        | 100,00        |
| Votants        | Votants        | Votants               | 20 166       | 80,42        | 19 958        | 79,57         |
| Abstention     | Abstention     | Abstention            | 4 910        | 19,58        | 5 123         | 20,43         |
| Blancs et nuls | Blancs et nuls | Blancs et nuls        | 315          | 1,56         | 400           | 2             |
| Exprimés       | Exprimés       | Exprimés              | 19 851       | 98,44        | 19 558        | 98            |

### Arrondissement de Barbezieux
| Candidats      | Candidats              | Étiquette      | Premier tour | Premier tour |
| Candidats      | Candidats              | Étiquette      | Voix         | %            |
| -------------- | ---------------------- | -------------- | ------------ | ------------ |
|                | Jean Hennessy          | PRS            | 7 525        | 51,84        |
|                | Edmond Laroche-Joubert | FR             | 6 022        | 41,48        |
|                | Sillon                 | SFIO           | 497          | 3,42         |
|                | Couffy                 | PC-SFIC        | 473          | 3,26         |
|                |                        |                |              |              |
| Inscrits       | Inscrits               | Inscrits       | 17 487       | 100,00       |
| Votants        | Votants                | Votants        | 14 963       | 85,57        |
| Abstention     | Abstention             | Abstention     | 2 524        | 14,43        |
| Blancs et nuls | Blancs et nuls         | Blancs et nuls | 446          | 2,98         |
| Exprimés       | Exprimés               | Exprimés       | 14 517       | 97,02        |

### Arrondissement de Cognac
| Candidats      | Candidats      | Étiquette           | Premier tour | Premier tour | Deuxième tour | Deuxième tour |
| Candidats      | Candidats      | Étiquette           | Voix         | %            | Voix          | %             |
| -------------- | -------------- | ------------------- | ------------ | ------------ | ------------- | ------------- |
|                | Roullet        | FR                  | 6 519        | 40,52        | 7 321         | 47,24         |
|                | Georges Ménier | Radical indépendant | 3 800        | 23,62        | 7 957         | 51,34         |
|                | Cellier        | PRRRS               | 3 675        | 22,84        | 29            | 0,19          |
|                | Demons         | SFIO                | 1 809        | 11,25        |               |               |
|                | Voyer          | PC-SFIC             | 284          | 1,77         | 192           | 1,24          |
|                |                |                     |              |              |               |               |
| Inscrits       | Inscrits       | Inscrits            | 20 129       | 100,00       | 20 135        | 100,00        |
| Votants        | Votants        | Votants             | 16 501       | 81,98        | 15 968        | 79,30         |
| Abstention     | Abstention     | Abstention          | 3 628        | 18,02        | 4 167         | 20,70         |
| Blancs et nuls | Blancs et nuls | Blancs et nuls      | 414          | 2,51         | 469           | 2,94          |
| Exprimés       | Exprimés       | Exprimés            | 16 087       | 97,49        | 15 499        | 97,06         |

### Arrondissement de Confolens
| Candidats      | Candidats              | Étiquette      | Premier tour | Premier tour | Deuxième tour | Deuxième tour |
| Candidats      | Candidats              | Étiquette      | Voix         | %            | Voix          | %             |
| -------------- | ---------------------- | -------------- | ------------ | ------------ | ------------- | ------------- |
|                | Jean Carnot            | AD             | 5 703        | 37,51        | 6 637         | 44,87         |
|                | Édouard Pascaud        | PRRRS          | 3 779        | 24,86        | 7 936         | 53,65         |
|                | Antoine Babaud-Lacroze | PRRRS          | 2 414        | 15,88        |               |               |
|                | Couteneuve             | PRS            | 1 484        | 9,76         |               |               |
|                | Bourgoin               | SFIO           | 871          | 5,73         |               |               |
|                | Maitre                 | PC-SFIC        | 800          | 5,26         | 218           | 1,47          |
|                | Reillandoux            | PRS            | 153          | 1,01         |               |               |
|                |                        |                |              |              |               |               |
| Inscrits       | Inscrits               | Inscrits       | 18 536       | 100,00       | 18 533        | 100,00        |
| Votants        | Votants                | Votants        | 15 549       | 83,89        | 15 067        | 81,30         |
| Abstention     | Abstention             | Abstention     | 2 987        | 16,11        | 3 466         | 18,70         |
| Blancs et nuls | Blancs et nuls         | Blancs et nuls | 345          | 2,22         | 276           | 1,83          |
| Exprimés       | Exprimés               | Exprimés       | 15 204       | 97,78        | 14 791        | 98,17         |

### Arrondissement de Ruffec
| Candidats      | Candidats               | Étiquette           | Premier tour | Premier tour | Deuxième tour | Deuxième tour |
| Candidats      | Candidats               | Étiquette           | Voix         | %            | Voix          | %             |
| -------------- | ----------------------- | ------------------- | ------------ | ------------ | ------------- | ------------- |
|                | Jacques Poitou-Duplessy | FR                  | 7 310        | 46,67        | 7 672         | 47,44         |
|                | Louis Fays              | PRRRS               | 5 077        | 32,41        | 8 501         | 52,56         |
|                | Briand                  | Radical indépendant | 2 887        | 18,43        |               |               |
|                | Chambaraud              | PC-SFIC             | 390          | 2,49         |               |               |
|                |                         |                     |              |              |               |               |
| Inscrits       | Inscrits                | Inscrits            | 18 184       | 100,00       | 18 177        | 100,00        |
| Votants        | Votants                 | Votants             | 15 864       | 87,24        | 16 364        | 90,03         |
| Abstention     | Abstention              | Abstention          | 2 320        | 12,76        | 1 813         | 9,97          |
| Blancs et nuls | Blancs et nuls          | Blancs et nuls      | 200          | 1,26         | 191           | 1,17          |
| Exprimés       | Exprimés                | Exprimés            | 15 664       | 98,74        | 16 173        | 98,83         |